# Afrikanischer Schlammspringer
Der Afrikanische Schlammspringer (Periophthalmus barbarus), auch Atlantischer Schlammspringer genannt, ist ein amphibisch lebender Fisch aus der Gruppe der Grundelartigen (Gobiiformes), der an der westafrikanischen Küste von Senegal bis Angola und an den Küsten der Inseln im Golf von Guinea vorkommt. Er ist, neben 18 indopazifischen Schlammspringerarten, der einzige an einer Atlantikküste vorkommende Schlammspringer.

## Merkmale
Der Afrikanische Schlammspringer wird maximal 14,5 bis 16,5 cm lang. Berichte über Exemplare mit 25 cm Länge beruhen auf Verwechselungen mit anderen Grundelarten. Er hat einen langgestreckten Körper, nah beieinander und hochstehende Augen, zwei deutlich getrennte Rückenflossen und muskulöse Brustflossen, mit denen er sich hüpfend an Land fortbewegen kann. Das horizontal stehende Maul ist groß und reicht bis unter die Augenmitte. Eine Hautfalte hängt über die Oberlippe. Die vorderen Nasenöffnungen sind röhrenförmig und erreichen die Höhe der Unterlippe, die hinteren sind klein und schlitzförmig. Der Oberrand des Kiemendeckels, der Vorkiemendeckel, die Region zwischen den Augen und die Brustflossenbasis sind mit kleinen Rundschuppen bedeckt. Die Schuppen vor der ersten Rückenflosse reichen bis zum Hinterrand der Augen.
- Flossenformel: Dorsale 1 X–XI, Dorsale 2 I/10–13, Anale I/8–10, Pectorale 13–14.
- Schuppenformel: mLR 86–107.

Die erste Rückenflosse ist höher als die zweite. Die Flossenbasis der zweiten ist länger als die Distanz von ihrem Hinterende bis zum Beginn der Schwanzflosse. Die Bauchflossen sind durch Flossenmembran an ihrem fünften, segmentierten Flossenstrahl miteinander verwachsen. Die Schwanzflosse ist asymmetrisch, die oberen Flossenstrahlen sind länger. 
Afrikanische Schlammspringer sind bräunlich, rostbraun oder olivgrün gefärbt, mit schrägen dunklen Querbändern und einem helleren Bauch. Auf den Flanken und den Kopfseiten sieht man kleine blaue Punkte. Die Rückenflossen haben einen äußeren hellen, blauweißen Rand und darunter ein dunkles Band. Die Afterflosse ist weißlich, manchmal mit kleinen dunklen Punkten versehen. Die Schwanzflosse ist dunkel, der untere Bereich etwas heller.

## Lebensweise
Der Afrikanische Schlammspringer kommt vor allem in Brackwasser, in Lagunen, Flussmündungen und Mangroven auf schlammigen Bodengründen vor und geht zeitweise auch in das Süßwasser von Flussunterläufen. Er ernährt sich vor allem von Krebstieren und Insekten, daneben auch von pflanzlichem Material. Er laicht in selbst gegrabenen Höhlen.